# Dieter Sicker
Dieter Sicker (* 16. Oktober 1954 in Karl-Marx-Stadt) ist ein deutscher Chemiker (Organische Chemie). Er war bis April 2019 Hochschullehrer an der Universität Leipzig.
Sicker studierte Chemie in Leipzig mit der Promotion 1983 (Synthese von fotografischen Gelbkupplern und Untersuchung des Zusammenhangs zwischen Struktur und Lichtabsorption) und der Habilitation 1991 (Heterocyclensynthese durch reduktive Cyclisierung aromatischer Nitroverbindungen). Er wurde 1995 Privatdozent in Leipzig und 1997 außerplanmäßiger Professor.
Er befasst sich mit Naturstoffchemie (Synthese und Isolierung von Naturstoffen, Optimierung klassischer Naturstoffsynthesen), unter anderem Benzoxazinoide Acetalglucoside aus Getreidepflanzen (sie haben allelopathische Funktion und schützen die Pflanze vor Schädlingen), mit Kohlenhydraten und Heterocyclen (Saccharid-Heterocyclus-Kombinationen). Er befasst sich mit Grüner Chemie und Synthesen auf Basis von Fermentationslösungen mit Oxo- und Hydroxy-Carbonsäuren, zum Beispiel Kohlenhydrat-Synthesen mit fermentativ erzeugter 2-Oxo-D-Gluconsäure.
2009 erhielt er mit Stefan Berger den Literaturpreis des Fonds der Chemischen Industrie für ihr Buch Classics in Spectroscopy.  Darin werden detailliert spektroskopische Verfahren bei der Identifizierung und Strukturaufklärung von 30 Naturstoffen beschrieben.
In Leipzig hielt er seit vielen Jahren die Chemievorlesungen für Mediziner und Veterinärmediziner und hält Experimentalvorlesungen um Schüler für die Chemie zu begeistern.
In der Zeitschrift Chemie in unserer Zeit (Chiuz) betreut er die Serie „Chemie unterwegs“ in der er Beobachtungen mit chemischem Hintergrund, die er auf seinen Reisen macht, vorstellt. Die Breite der Themen ist groß, von Farbstoffen über Mineralogie, Pflanzenchemie und Geschichte der Chemie wird berichtet. Ein Beispiel ist der Artikel „An gift'gen Pflanzen ist kein Mangel im Revier“
Im April 2019 trat er in Ruhestand.

## Schriften
- mit Stefan Berger: Classics in Spectroscopy. Isolation and Structure Elucidation of Natural Products. Wiley-VCH, Weinheim 2009, ISBN 978-3-527-32617-4.